# 普朗坦-莫雷图斯博物馆
普朗坦-莫雷图斯博物馆（法語：Musée Plantin-Moretus）是位于比利时安特卫普为纪念著名印刷业者克里斯托费尔·普朗坦（Christoffel Plantijn）和杨·莫雷图斯（Jan Moretus）而建的博物馆。它坐落于他们从前的住所和印刷企业普朗坦印刷厂（Plantin Press），后者位于星期五市场。

## 历史
该印刷公司于16世纪由克里斯托费尔·普朗坦创建。在其去世后，它由其养子让·莫雷图斯所有。
1876年，爱德华·莫雷图斯（Edward Moretus）将其售予安特卫普市。1年之后，公众获准参观其生活区和印刷厂。2002年，该博物馆被提名为UNESCO世界遗产，在2005年它最终被列入世界遗产名录。它是该名录中第一个也是迄今唯一一个博物馆。
普朗坦-莫雷图斯博物馆拥有字体排印材料特藏。它不仅有两台世界现存最古老的印刷机以及完整的成套模具与字模，还有一个庞大的图书馆，室内颇富装饰，存有普朗坦企业的完整档案。

## 藏品

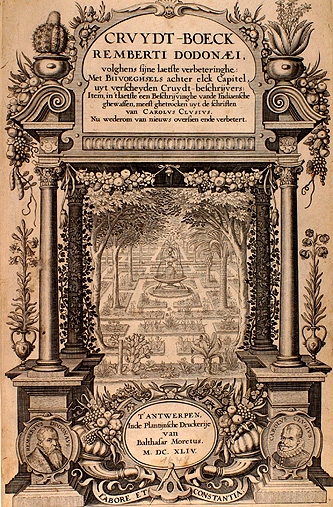
由让·莫雷图斯编辑的Rembert Dodoens所著Cruydt-Boeck的一种版本的扉页

- 一部五种语言的圣经：Biblia Polyglotta (1568-1573)
- Thesaurus Teutoniae Linguae
- 一本地理书：《寰宇全圖》，亞伯拉罕·奧特柳斯著
- 一本描述药草的书：Cruydeboeck，Rembert Dodoens著
- 一本解剖学书，安德雷亞斯·維薩里和Joannes Valverde著
- 一本有关十进制算术的书，西蒙·斯蒂文著
- 一部36行古腾堡圣经（36 line Gutenberg Bible）
- 彼得·保罗·鲁本斯的油画和绘画。
- 人文主义者尤斯图斯·利普修斯的研究及其许多作品[1]